# Volker Beck

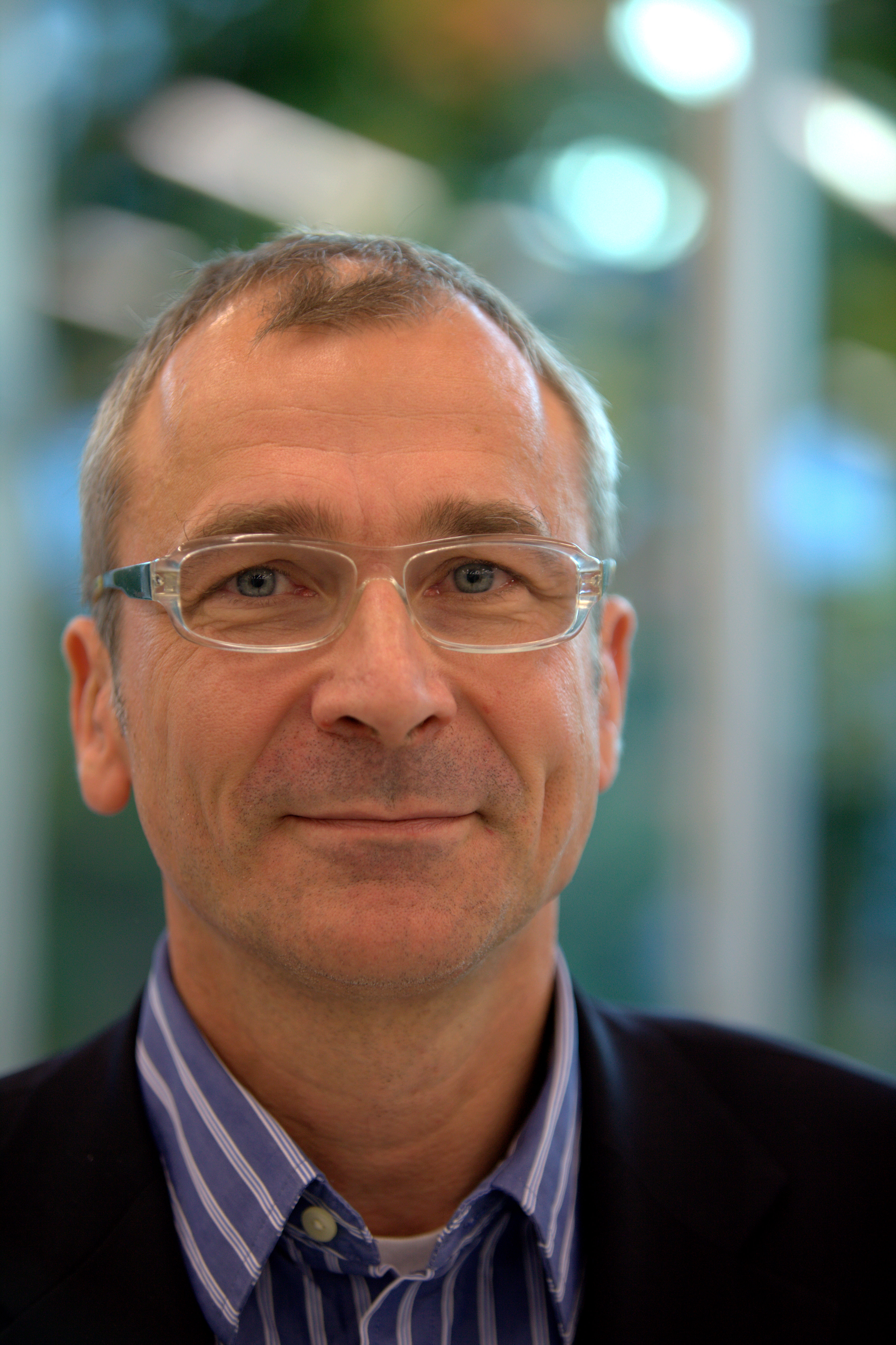
Volker Beck (2010)

Volker Beck (* 12. Dezember 1960 in Stuttgart) ist ein deutscher Politiker (Bündnis 90/Die Grünen). Er war von 1994 bis 2017 Mitglied des Deutschen Bundestages.
Beck war zeitweise rechtspolitischer, menschenrechtspolitischer, innenpolitischer, religionspolitischer sowie migrationspolitischer Sprecher der Bundestagsfraktion Bündnis 90/Die Grünen. Von 2002 bis 2013 war er ihr Erster Parlamentarischer Geschäftsführer. Von 2014 bis zu seinem Ausscheiden 2017 war er Vorsitzender der deutsch-israelischen Parlamentariergruppe des Deutschen Bundestages. Seit 2022 ist er Präsident der Deutsch-Israelischen Gesellschaft.

## Leben und Laufbahn

### Ausbildung

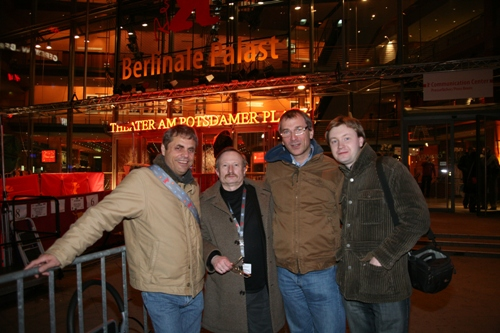
Jacques Teyssier, Wladimir Iwanow, Volker Beck und Nikolai Alexejew im Februar 2007 in Berlin während der Berlinale

Volker Beck wurde im Stuttgarter Stadtbezirk Bad Cannstatt geboren. Nach dem Abitur 1980 in Sindelfingen und folgendem Zivildienst studierte Beck Kunstgeschichte, Geschichte und Germanistik an der Universität Stuttgart, beendete sein Studium jedoch nach vier Jahren ohne Abschluss.

### Privates
Nach 16-jähriger Beziehung ging Beck mit seinem Partner Jacques Teyssier, einem Manager und LGBT-Aktivisten, im Jahr 2008 eine Lebenspartnerschaft ein. Teyssier starb im Juli 2009. Am 14. Juli 2017 begründete Beck beim Standesamt Schöneberg eine Lebenspartnerschaft mit dem Architekten Adrian Petkov. Am 1. Oktober 2017, dem Tag des Inkrafttretens des Gesetzes zur Einführung des Rechts auf Eheschließung für Personen gleichen Geschlechts in Deutschland, an dessen Zustandekommen er maßgeblich beteiligt war, wandelten sie diese in eine Ehe um.

### Parteilaufbahn
Politisch war Beck Anfang der 1980er Jahre in der Friedensbewegung aktiv, engagierte sich für den Volkszählungsboykott und trat 1985 den Grünen bei. 1986 wurde er in den Kreisvorstand der Grünen in Stuttgart gewählt. Von 1987 bis 1990 war er Schwulenreferent bei der Bundestagsfraktion der Grünen. Bis 1994 war Beck auch Sprecher der Bundesarbeitsgemeinschaft Schwulenpolitik seiner Partei. Volker Beck war bis 2013 Mitglied des Parteirates von Bündnis 90/Die Grünen.
2010 führte er die Sondierungsgespräche und die rot-grünen Koalitionsverhandlungen in Nordrhein-Westfalen, 2011 in Rheinland-Pfalz, 2012 (nach der vorgezogenen NRW-Landtagswahl im Mai 2012) erneut in Nordrhein-Westfalen.

### Sonstiges Engagement
1986 beteiligte sich Beck an Aktionen gegen die AIDS-Politik von Peter Gauweiler. Beck war Mitglied im Bundesverband Homosexualität (BVH) und arbeitete nach der Wende an der Erweiterung des „Schwulenverbands in der DDR“ zum „Schwulenverband in Deutschland“ (SVD) mit. Von 1991 bis 2004 fungierte er als einer der Sprecher dieses mittlerweile größten lesbisch-schwulen Bürgerrechtsverbands, der sich als LSVD auch Lesben geöffnet hat. Um ehemaligen NS-Zwangsarbeitern einen finanziellen Ausgleich zukommen zu lassen, gründete der Deutsche Bundestag 2000 unter Federführung von Volker Beck und Otto Graf Lambsdorff die Bundesstiftung Erinnerung, Verantwortung, Zukunft. Die Stiftung zahlte bis 2007 Entschädigungen an 1,7 Millionen Zwangsarbeiter aus mehr als 100 Ländern. Beck ist Mitglied und teilweise Sprecher verschiedener Menschenrechts- und Opferorganisationen. Er ist u. a. Mitglied des Bürgerkomitees alternative Ehrenbürgerschaft, das in Köln die „alternative Ehrenbürgerschaft“ vergibt. Im Juni 2022 wurde er zum Präsidenten der Deutsch-Israelischen Gesellschaft gewählt. Beck ist Gründungsmitglied der Experteninitiative Religionspolitik.
Beck ist zusammen mit Deidre Berger Gründer und Gesellschafter des 2020 gegründeten, gemeinnützigen Tikvah Instituts, welches sich durch Wissenschaft, Bildung und zivilgesellschaftliches Engagement gegen Antisemitismus wendet. Das Institut wird durch Mittel des Bundesministerium des Innern gefördert.

### Abgeordnetentätigkeit
Bei der Bundestagswahl 1994 wurde Beck erstmals über die Landesliste Nordrhein-Westfalen in den Deutschen Bundestag gewählt. Er gehörte zum neunköpfigen Spitzenteam seiner Partei zur Bundestagswahl 2005. Für die Bundestagswahl 2009 standen Bärbel Höhn und er als Spitzenkandidaten auf den ersten beiden Plätzen der Landesliste der nordrhein-westfälischen Grünen, ebenso bei der Bundestagswahl 2013. In seiner Funktion als Abgeordneter im Deutschen Bundestag war Beck Mitglied verschiedener Ausschüsse des Bundestages. In der 16. und 17. Wahlperiode war er Mitglied des Ältestenrats des Parlaments, in dem er in der 17. Wahlperiode Sprecher für Menschenrechtspolitik war. Beck war von 1994 bis 2002 rechtspolitischer, von 2005 bis 2013 menschenrechtspolitischer sowie von 2013 bis 2016 innenpolitischer und religionspolitischer Sprecher seiner Bundestagsfraktion Bündnis 90/Die Grünen. Von 1994 bis 2013 war er Sprecher der Landesgruppe von Bündnis 90/Die Grünen Nordrhein-Westfalen im Bundestag. Von 1998 bis 2002 war er Koordinator im Fraktionsvorstand für den Arbeitskreis Innen, Recht, Frauen, Jugend und Petitionen. 2002 wurde Beck Erster Parlamentarischer Geschäftsführer seiner Bundestagsfraktion und übte diese Tätigkeit bis 2013 aus. Von 2014 bis 2017 hatte er den Vorsitz der deutsch-israelischen Parlamentariergruppe des Deutschen Bundestages inne.
Beck war treibender Politiker in der Einführung vom Lebenspartnerschaftsgesetz von 2001, welches erstmals homosexuellen Paaren die Möglichkeit gab, in einer gefestigten Rechtsform gemeinsam zu leben. Aus der Opposition heraus arbeitete er an der Möglichkeit der gleichgeschlechtlichen Ehe, welche 2017 die Lebenspartnerschaft ersetzte.
Bei der Besetzung der Landesliste während des nordrhein-westfälischen Landesparteitages der Grünen am 3. Dezember 2016 in Oberhausen verlor Beck gegen Friedrich Ostendorff, den agrarpolitischen Sprecher seiner Bundestagsfraktion, den Kampf um den zwölften Platz. Nur gut 22 Prozent der Stimmen entfielen auf ihn. Damit stand Volker Beck für die nächste Bundestagswahl nicht mehr als Kandidat zur Verfügung und gehört seit 2017 nicht mehr dem Deutschen Bundestag an.

### Drogenfund 2016 und Rücktritt
Anlässlich des Fundes von 0,6 Gramm einer „betäubungsmittelverdächtigen Substanz“ im Rahmen einer Polizeikontrolle und eines entsprechenden Anfangsverdachts auf Erwerb und Besitz einer geringen Drogenmenge trat Beck am 2. März 2016 von allen Fraktions- und Parlamentsämtern zurück. Nach einer Reihe von Medienberichten handelte es sich um Crystal Meth. In einer kurzen Erklärung ließ Beck verlauten, sich in der Sache nicht öffentlich äußern zu wollen. Sein Büroleiter teilte mit, Beck sei für einen Monat krankgeschrieben worden.
Nachdem der Deutsche Bundestag die Immunität Becks aufgehoben hatte, nahm die Berliner Staatsanwaltschaft am 17. März Ermittlungen gegen Beck auf. Das Verfahren wurde am 13. April gegen Zahlung einer Geldauflage von 7000 Euro wegen „geringer Schuld“ gemäß § 153a StPO eingestellt. Beck ist demnach nicht vorbestraft.
Nach der Einstellung des Verfahrens beschloss die Bundestagsfraktion der Grünen, dass Beck ihr religionspolitischer Sprecher bleiben solle. Zudem ernannte sie ihn zu ihrem migrationspolitischen Sprecher. Zur innenpolitischen Sprecherin wurde Irene Mihalic ernannt.

### Lehrtätigkeit
Ab dem Wintersemester 2017/2018 hatte Beck einen Lehrauftrag am Centrum für Religionswissenschaftliche Studien (CERES) der Ruhr-Universität Bochum inne. Der Fokus der von ihm gehaltenen Seminare lag auf Religionspolitik in der Praxis.

## Politische Positionen und Projekte
Der dem linken Flügel der Grünen angehörende Abgeordnete beschreibt sich selbst als wertkonservativ und emanzipatorisch. Beck beschrieb in einem Interview den wertkonservativen Gedanken bei den Grünen mit den Worten „Man muss im zu Bewahrenden immer das Bewahrenswerte identifizieren“ und führte dies am Beispiel der Forderung der Ehe für Homosexuelle aus.

### Digitaler Dialog
Netzpolitisch postulierte er den freien Zugang zum Netz als Menschenrecht und erinnert an das verfassungsgerichtliche Computer-Grundrecht. Im Web 2.0 gehört er zu den anerkannten Politikern, so schrieb 2009 die Frankfurter Allgemeine Sonntagszeitung über ihn: „Wird in der sog. Internetgemeinde allseits als sachverständigster Twitterer gelobt. Verzichtet völlig auf private Anekdoten und glaubt offensichtlich tatsächlich an den Dialog mit seinen Anhängern.“

### Antiterrorpakete und Zuwanderungsgesetz
Er kritisierte den damaligen Bundesinnenminister Otto Schily dafür, dass durch die Anwendungshinweise seines Ministeriums die versprochene Umstellung auf Aufenthaltstitel für Flüchtlinge mit Kettenduldungen nicht eingelöst wurde.

### Wirtschaft und Menschenrechte
In seiner Zeit als menschenrechtspolitischer Sprecher der Bundestagsfraktion Bündnis 90/Die Grünen stellte Volker Beck das Thema „Wirtschaft und Menschenrechte“ in den Fokus seiner menschenrechtspolitischen Arbeit. Bereits in der 16. Legislaturperiode forderte er in einem Antrag Maßnahmen von der Bundesregierung, um Menschenrechtsverletzungen durch Unternehmen zu verhindern. In der 17. Legislaturperiode forderte er in einem Antrag, transnationale Unternehmen für Menschenrechtsverletzungen zur Rechenschaft ziehen und insbesondere die 3. Säule der UN-Leitlinien für Wirtschaft und Menschenrechte von John Ruggie umzusetzen. Des Weiteren versuchte er mit dem Entwurf eines Gesetzes zur Änderung des Aktiengesetzes, einem Antrag zur Regelung sozialer und ökologischer Offenlegungspflichten für Unternehmen und einem Antrag, den Menschenrechtsschutz bei den OECD-Leitsätzen für multinationale Unternehmen zu stärken, konkrete Verbesserungen herbeizuführen. In Kleinen Anfragen befragte er die Bundesregierung unter anderem zu Menschenrechtsverletzungen in der indischen Textilindustrie und dem Sumangali-System als moderne Form der Sklaverei, zum Verhalten der Bundesregierung in dem Rechtsstreit Kiobel versus Shell und zur Haltung der Bundesregierung zur Klage von Opfern der Apartheid gegen deutsche Konzerne.

### Sexualstrafrecht
Am 4. März 1992 war Volker Beck als Sachverständiger und Vertreter des LSVD bei einer Rechtsausschussanhörung geladen und sprach sich für die ersatzlose Streichung des Paragraphen § 175 StGB aus, um eine rechtliche Gleichstellung von Homo- und Heterosexuellen zu erreichen.
Als ihm 2013 im Zuge der Pädophilie-Affäre der Grünen problematische Veröffentlichungen aus den Achtzigerjahren vorgehalten wurden, erhielt Becks politische Karriere einen schweren Dämpfer. Beck hatte sich in einem 1988 erschienenen Text in dem Sammelwerk Der pädosexuelle Komplex für die Entkriminalisierung der Pädosexualität ausgesprochen. Diese Haltung bezeichnete er später als Irrtum. Zu dem unter Angabe seines Namens erschienenen Beitrag in Der pädosexuelle Komplex erklärte Beck, er habe nach der Auseinandersetzung mit Berichten von Kinderschutzeinrichtungen wie Zartbitter und Wildwasser Ende der 1980er Jahre mit seiner Auffassung gebrochen und habe, auch in seiner Funktion als rechtspolitischer Sprecher der Grünen, aktiv an mehreren Reformen des Sexualstrafrechtes mitgewirkt, unter anderem zur Verbesserung der Rechtssituation der Opfer sexuellen Missbrauchs und zur Schließung von Strafbarkeitslücken. 2007 erklärte Beck in einem Interview auf abgeordnetenwatch.de, der damalige Abdruck sei nicht autorisiert und durch eine freie Redigierung vom Herausgeber im Sinn verfälscht worden. „Nicht nur die Texte des Grünen-Politikers wurden in einem umstrittenen Buch offenbar verfälscht“, schreibt die Welt. Am 20. September 2013, zwei Tage vor der Bundestagswahl 2013, berichtete Spiegel Online, dass der Buchbeitrag Becks „nicht inhaltlich verfälscht worden“ sei, und nannte diese Erklärung Becks eine „Täuschung der Öffentlichkeit“. Das Nachrichtenmagazin veröffentlichte zugleich das Original-Manuskript des umstrittenen Textes. Verändert worden waren der Titel und eine Zwischenüberschrift, ein einzelner Satz wurde ohne Sinnentstellung gekürzt. Beck versuchte, die Veröffentlichung seines Originalmanuskripts durch den Spiegel gerichtlich zu unterbinden, da der urheberrechtlich geschützte Text ohne seine Zustimmung veröffentlicht worden sei. In zwei Gerichtsinstanzen war er erfolgreich. Die Revision war beim Bundesgerichtshof anhängig und endete am 30. April 2020 mit Becks Niederlage (Az. I ZR 228/15). Der BGH konstatierte, dass der Spiegel in zulässiger Weise berichtet habe. Die Vorkommnisse seien damals „von aktuellem öffentlichen Interesse gewesen“. Becks Sinneswandel sei von den Journalisten nicht verschwiegen worden, was das Gericht als urteilsentscheidend wertete. Die „urheberpersönlichkeitsrechtlichen Interessen“ Becks seien also ausreichend berücksichtigt worden.

### Drogenpolitik
Beck vertritt eine alternative Drogenpolitik. Die „Kriminalisierungspolitik von Drogenkonsumenten“ sei gescheitert. Ziel der Drogenpolitik müsse es sein, Unterstützung und Hilfsangebote für Abhängige zu intensivieren, Konsumenten zu entkriminalisieren und die kontrollierte Abgabe sogenannter weicher Drogen unter bestimmten Voraussetzungen (Jugendschutz) und in einem sicheren Rahmen zu ermöglichen. Anlässlich der Verurteilung des todkranken Künstlers Jörg Immendorff sprach sich Beck 2004 gegen jede Strafverfolgung von Drogenkonsumenten aus.

### Religion
Beck kritisierte Ende 2013 in seiner Funktion als religionspolitischer Sprecher der Grünen eine Protestaktion einer Aktivistin auf dem Altar des Kölner Doms während der Messe am ersten Weihnachtstag 2013 als respektlos und „eine unnötige Störung der Gläubigen beim Gottesdienst“. Die Störung eines Gottesdienstes wie einen Hausfriedensbruch zu bestrafen, bezeichnete Beck als „angemessen“. Beim Strafmaß für Störung der Religionsausübung sowie beim alten „Gotteslästerungsparagrafen“ (§ 166) sehe er Reformbedarf; hier sei die Strafandrohung zu hart. In der Vergangenheit hatte Beck wiederholt für die Streichung des § 166 StGB plädiert. Beck wandte sich 2015 gegen die Forderung von Heribert Hirte, Ländern die Entwicklungshilfe zu streichen, die Religionsfreiheit nicht gewähren. Er regte an, verstärkt regierungsferne Projekte zivilgesellschaftlicher Gruppen zu unterstützen oder Budgethilfen zu erhöhen, wenn konkrete und nachprüfbare Vereinbarungen zu Menschenrechtslage und Aufbau von Rechtsstaatlichkeit erfüllt seien.

#### Religiöser Dialog
Beck plädierte 2007 für einen Fahrplan zur Gleichberechtigung der islamischen Religion in Deutschland und fordert eine entsprechende Vereinbarung von der Islamkonferenz. Über den Koordinierungsrat der Muslime (KRM) sagte er, dass dieser nicht die Voraussetzungen einer Religionsgemeinschaft erfülle: „Ein reiner Dachverband ist nach unserem Recht noch keine Religionsgemeinschaft und erfüllt noch lange nicht die Voraussetzungen einer Körperschaft“ (siehe Körperschaftsstatus). Er riet auch zu politischer Distanz von der türkeibestimmten DITIB sowie zur Vorsicht im Umgang mit den überwiegend konservativen und fundamentalistischen Kräften innerhalb des KRM und forderte eine Stärkung der moderaten Muslime im Zuge der Gleichstellung des Islam in Deutschland.

#### Religiöse Beschneidung
Im Jahr 2012 forderte Beck nach einem Urteil des Landgerichts Köln, wonach die Beschneidung von Jungen aus religiösen Beweggründen rechtswidrig und strafbar ist, gesetzliche Regeln zur Stärkung der Religionsfreiheit. Kern der Entscheidung war die Abwägung zwischen der Religionsfreiheit der Eltern und dem Recht eines Kindes auf körperliche Unversehrtheit. Das Gericht urteilte, entscheidend sei nicht das Recht der Eltern auf Religions- und Erziehungsfreiheit; entscheidend sei allein das Recht des Kindes auf körperliche Unversehrtheit. Beck erklärte in diesem Zusammenhang: „Wir müssen uns darüber Gedanken machen, ob wir die Religionsfreiheit der jüdischen und muslimischen Glaubensgemeinschaft besser schützen müssen.“

#### Kirchensteuer
Anlässlich der 50-Jahr-Feier der „Essener Gespräche“ erklärte Beck im März 2015, damals religionspolitischer Sprecher der Bundestagsfraktion der Grünen, dass er keinen Grund sehe, das System der Kirchensteuer in Deutschland abzuschaffen. Zwar könne man sich fragen, ob der Staat für die Kirchen die Abgaben der Kirchenmitglieder eintreiben müsse, es stelle sich jedoch die Frage: „Aber was schadet es uns?“

### NS-Entschädigung und Gedenken
Beck setzt sich seit Jahren für die Entschädigung aller Opfer des Nationalsozialismus und für ein angemessenes Gedenken ein. In diesem Zusammenhang wirkte er bei der Errichtung des Denkmals für die ermordeten Juden Europas in Berlin und initiierte den Beschluss für ein Denkmal für die im Nationalsozialismus verfolgten Homosexuellen mit. Die Bundesversorgungsgesetz-Renten für Soldaten wurden auf seine Initiative hin Kriegsverbrechern gestrichen. Beck war an der im Jahr 2000 erfolgten Errichtung der Zwangsarbeiterstiftung (Stiftung „Erinnerung, Verantwortung und Zukunft“) beteiligt; er setzte sich mit Erfolg für eine Erhöhung der Mittel auf insgesamt 10 Milliarden DM ein. In der 15. Wahlperiode (2002–2005, rot-grünes Kabinett Schröder II) erreichte er eine Verbesserung der Leistungen aus dem Härtefonds nach dem Allgemeinen Kriegsfolgengesetz (AKG), insbesondere auch für Zwangssterilisierte, Euthanasiegeschädigte und homosexuelle NS-Geschädigte.

### Demonstrationsfreiheit in Osteuropa

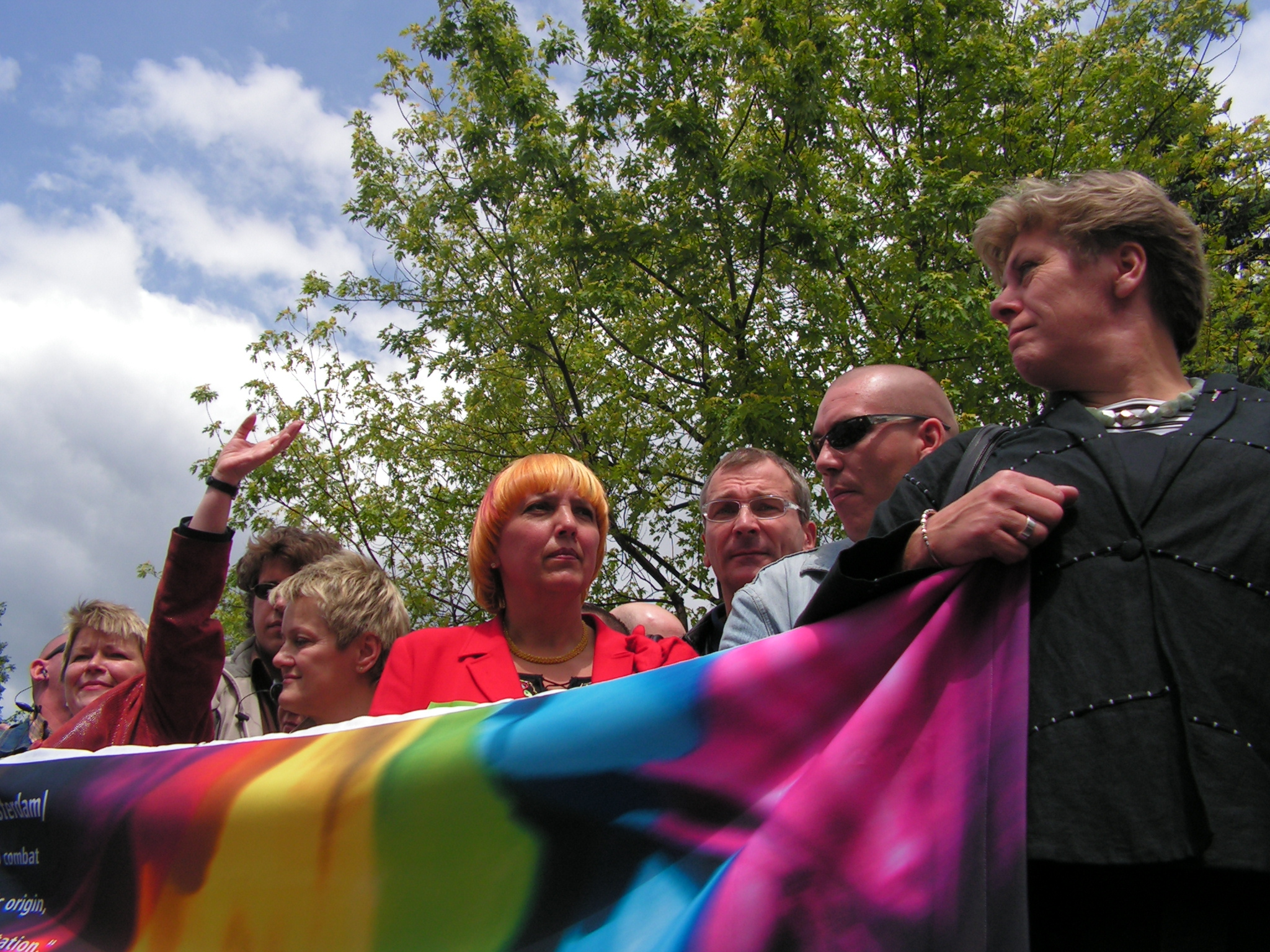
Renate Künast, Claudia Roth und Volker Beck bei der Parada Równości 2006

Gemeinsam mit Claudia Roth und Renate Künast trat er 2005 in Warschau bei verbotenen Parada Równości für die Bürgerrechte von Lesben und Schwulen auf. Beim Moscow Pride 2006 wurde er von der Polizei verhaftet und eine Stunde lang festgehalten. Nach einer Intervention der deutschen Botschaft Moskau wurde Beck freigelassen.
Ein Jahr später wurde Beck 2007 im Rahmen einer nicht genehmigten Protestaktion gegen das erneute Verbot von Moscow Pride vorübergehend in Haft genommen. Er und weitere Ausländer wollten eine Resolution zur Versammlungsfreiheit im Rathaus einreichen. Beck wurde von der Polizei verhaftet und von Gegendemonstranten mit Eiern und Tomaten beworfen. In diesem Zusammenhang hat Beck mit anderen Mitgliedern der Grünen-Bundestagsfraktion eine parlamentarische Initiative ergriffen, die die Bundesregierung aufforderte, „gegenüber denjenigen Staaten, in denen bei Lesben, Schwulen, Bisexuellen und Transgendern das Grundrecht auf Meinungs- und Versammlungsfreiheit beschnitten wird“, mit Nachdruck auf die Einhaltung der Europäischen Menschenrechtskonvention zu drängen. Dieser Antrag wurde im Auswärtigen Ausschuss von der CDU-SPD-Mehrheit (große Koalition 2005–2009) abgelehnt.

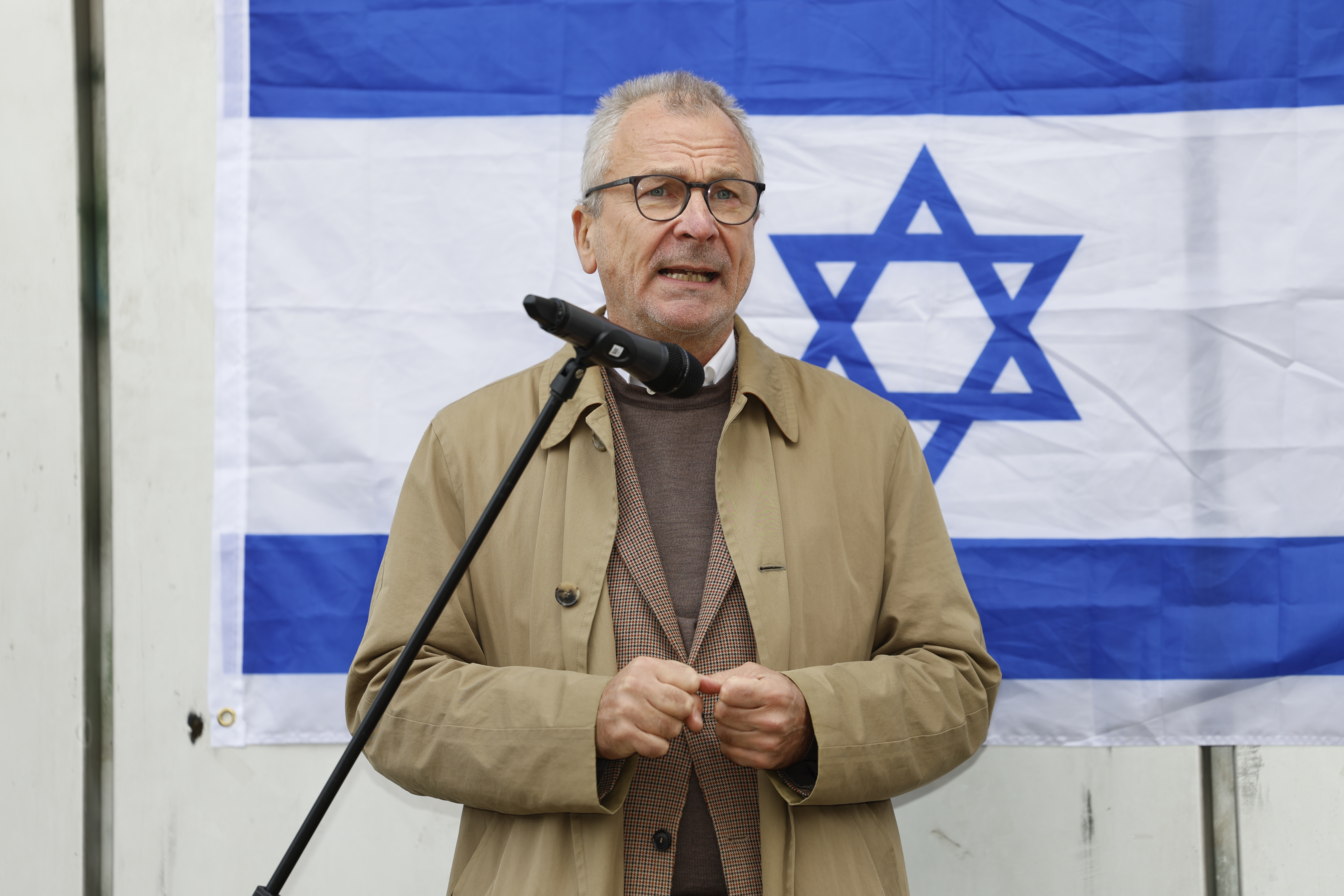
Rede bei einer Demonstration im Rahmen von Fridays for Israel nach dem Terrorangriff der Hamas auf Israel 2023 an der FU Berlin (2023)

### Nahostkonflikt und Kritik an der BDS-Kampagne
Im Kontext der BDS-Kampagne setzt sich Beck gegen einen Boykott israelischer Produkte ein. In der ersten Aprilwoche 2019 wurde bekannt, dass Volker Beck sich Forderungen mehrerer jüdischer Einrichtungen – darunter des Zentralrats der Juden und der Zentralwohlfahrtsstelle der Juden in Deutschland (ZWST) – angeschlossen hat, mit denen die Bank für Sozialwirtschaft dazu aufgerufen wurde, der Initiative „Jüdische Stimme für gerechten Frieden in Nahost“ das Bankkonto zu kündigen. Es sei „höchste Zeit, hier eine klare Linie zu ziehen“, so Beck gegenüber der Jerusalem Post am 21. April 2019. Die Initiative unterstützt die israelfeindliche BDS‐Kampagne und wird auch von Beck beschuldigt, „Antisemitismus zu befördern und Israel zu delegitimieren“. Das Logo von BDS anlässlich des Eurovision Song Contest 2019 in Tel Aviv, das im offiziellen Logo der Veranstaltung den Davidstern durch ein Herz mit SS-Runen ersetzt hatte, bezeichnete Beck als „klassisches Motiv des sekundären Antisemitismus“ und stellte fest, es gehe bei BDS „weder um Nahostpolitik noch um Meinungsfreiheit, sondern um Antisemitismus.“
An Heiligabend machte Beck nach eigenen Worten die Evangelische Kirche Berlin-Brandenburg-schlesische Oberlausitz (EKBO) auf eine auf der Homepage des Jerusalemsvereins veröffentlichte Broschüre der Kairos-Palästina-Bewegung aufmerksam. In dieser Broschüre – die daraufhin von der EKBO und dem Berliner Missionswerk als „beschämende antijüdische Auslegung der Geschichte von den Weisen“ und als „ungeheuerliche[r] Boykott-Aufruf“ gegen Israel bezeichnet wurde – hieß es, dass „die alten Juden blind waren, die Zeichen des Himmels zu sehen und die Geburt ihres Königs zu erkennen“, daher habe Gott „den arabisch-nabatäischen Weisen die Augen“ geöffnet. In einem Gastbeitrag in der Welt schrieb Beck, es sei „unverständlich bis erschütternd“, dass die Evangelische Kirche in Deutschland (EKD) bislang zu dem Vorfall geschwiegen habe. „[F]ür die Kirche im demokratischen Staat“, so Beck, dürfe es für Antijudaismus „keinen Platz mehr geben“. Da dürfe „auch nichts mehr unter den Tisch gekehrt werden“.

### Gazakrieg 2014
Beck wandte sich während des Gazakriegs 2014 wiederholt gegen Antisemitismus und einseitige Schuldzuweisungen. Man könne nicht von Israel den Stopp des Beschusses des Gazastreifens fordern, ohne zugleich von der Hamas die Einstellung der Raketenangriffe auf Israel zu verlangen. Zu einer differenzierten Sichtweise gehöre auch, dass „die israelische Armee sich um die Verschonung von Zivilisten bemüht und sogar Einsätze abbricht, wenn die Gefahr für Unbeteiligte zu groß sein könnte“. Man müsse aber auch „die extremistischen Stimmen in der israelischen Regierung, die gegen einen Waffenstillstand gestimmt haben“, und den fortgesetzten Siedlungsbau kritisieren.

### Krieg in Israel und Gaza ab 2023
Nach dem Terrorangriff der Hamas auf Israel im Oktober 2023 erklärte Beck seine Unterstützung für Israels Kriegsführung. Hierbei betonte er, Israel bemühe sich um eine Minimierung der zivilen Todesopfer. Beck fordert von der Bundesregierung, Israel gegenüber keine Zurückhaltung bei Waffenlieferungen zu üben, sondern die militärische Vorgehensweise des Kabinetts Netanjahu zu unterstützen. Anfang 2024 forderte er beim Sender Welt TV, die internationale Öffentlichkeit hätte „die Lieferung von Hilfsgütern stärker mit der Befreiung der Geiseln als Conditio verbinden sollen.“ Beck forderte im Januar 2024 nach Bekanntwerden der Anschuldigungen gegen 12 Mitarbeiter der UNRWA an der Beteiligung am Terrorangriff der Hamas auf Israel 2023, dass die Zahlungen an die UNRWA bis zur Überprüfung der Vorwürfe eingestellt werden.
Im Juni 2024 erklärte das Präsidium der Deutsch-Israelischen Gesellschaft unter Beck ausdrücklich, dass die militärischen Maßnahmen Israels im Gazastreifen für die Wahrnehmung des Selbstverteidigungsrechts erforderlich und angemessen seien. Diese Auffassung bekräftigte er wiederholt, zuletzt warnte er etwa anlässlich des Besuches von Bundespräsident Frank-Walter Steinmeier in Israel im Mai 2025 vor Belehrungen und Ratschlägen gegenüber der israelischen Regierung bezüglich ihrer Kriegsführung. Zudem warb er angesichts der israelischen Blockade von Hilfsgütern und Nahrungsmitteln um Verständnis und sah die Verantwortung für die drastische Nahrungsknappheit im Gazastreifen beim UN-Hilfswerk UNRWA. Die vom Internationalen Strafgerichtshof gegen Netanjahu und Ex-Verteidigungsminister Joaw Gallant im November 2024 erlassenen Haftbefehle betrachtete Beck als politisch motiviert, er rief die Bundesregierung zum Überdenken der Mitgliedschaft im Römischen Statut auf. Im Mai 2025 sprach er sich als Präsident der Deutsch-Israelischen Gesellschaft gegen einen Stopp von Waffenexporten an Israel aus und erklärte seine Unterstützung für den von der UN und verschiedenen humanitären Hilfsorganisationen kritisierten Plan der Regierungen Israels und der USA, die humanitäre Verpflegung im Gazastreifen mit dem privaten US-Unternehmen Gaza Humanitarian Foundation abzuwickeln. Bezüglich einer im Gazastreifen drohenden Hungersnot hielt Beck im Namen der DIG fest: „Die Situation ist gegenwärtig wohl prekär, aber noch nicht katastrophal.“ Der ehemalige DIG-Präsident Reinhold Robbe warf Beck im Mai 2025 vor, sich mit seinen Äußerungen zu Gaza-Krieg zum „Sprachrohr der rechtsextremistischen israelischen Regierung“ gemacht zu haben.

## Auszeichnungen und Ehrungen

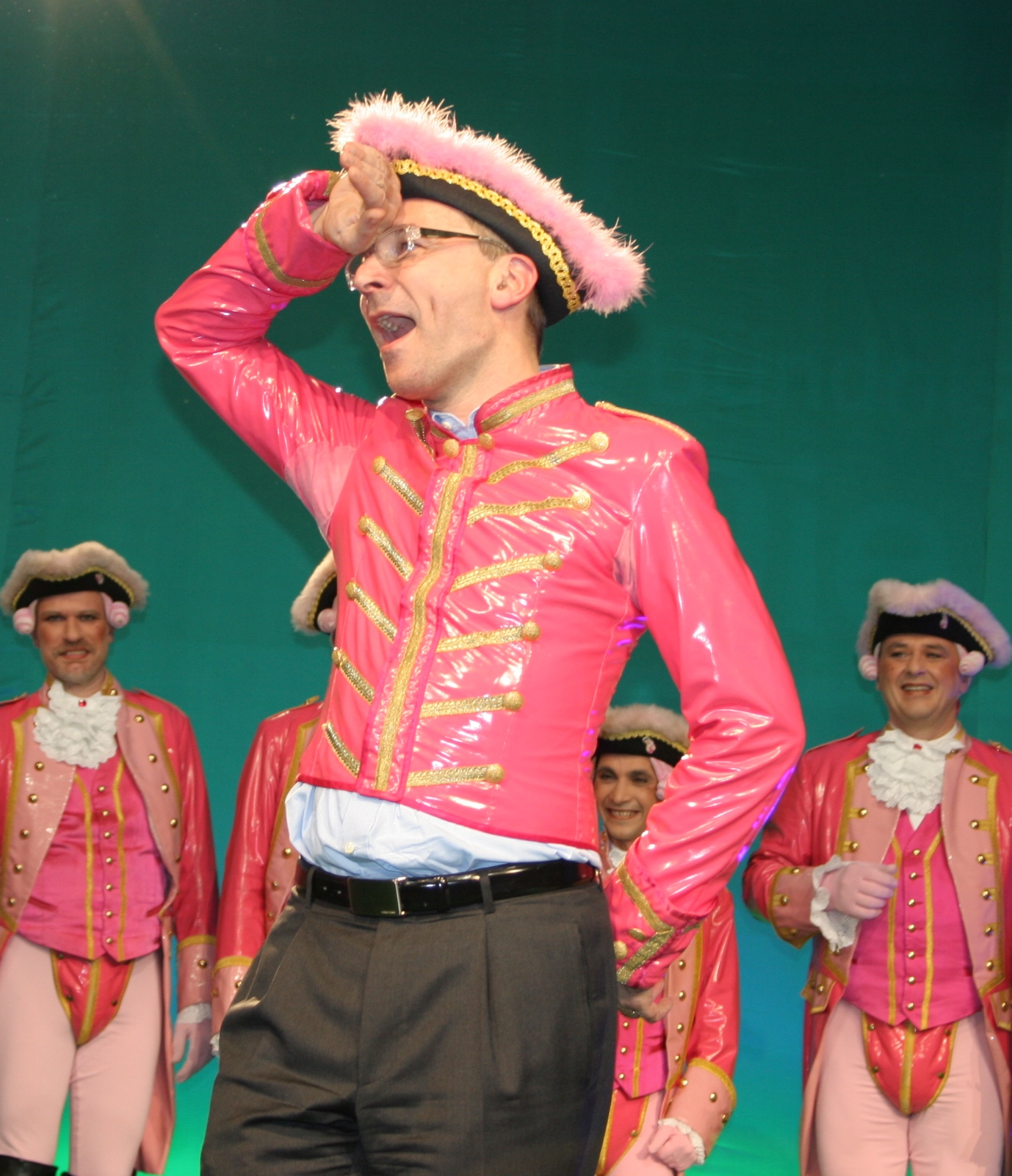
Volker Beck zusammen mit der schwulen Karnevalstruppe Rosa Funken im Dezember 2006 in Köln

Beck wurde 2002 wegen seines Engagements für die Entschädigung der Opfer des Nationalsozialismus mit dem Bundesverdienstkreuz am Bande ausgezeichnet.
Beck wurde 2005 in Philadelphia in die Hall of Fame des Equality Forums aufgenommen. Er wurde damit für seinen Einsatz für die eingetragene Lebenspartnerschaft für Homosexuelle in Deutschland ausgezeichnet. Er erhielt 2006 zudem den Zivilcouragepreis des CSD Berlin.
Die israelische Organisation Keren Hajessod würdigte Beck 2015 mit der Auszeichnung „Shield of Keren Hayesod“ für das jahrelange Bemühen des Politikers um eine Vertiefung der deutsch-israelischen Beziehungen. Der Zentralrat der Juden in Deutschland verlieh ihm den Leo-Baeck-Preis 2015 für sein Engagement in der Beschneidungsdebatte, für die Entschädigung der früheren NS-Zwangsarbeiter sowie für Rentenzahlungen an Juden in Osteuropa.